# Corrado Passera

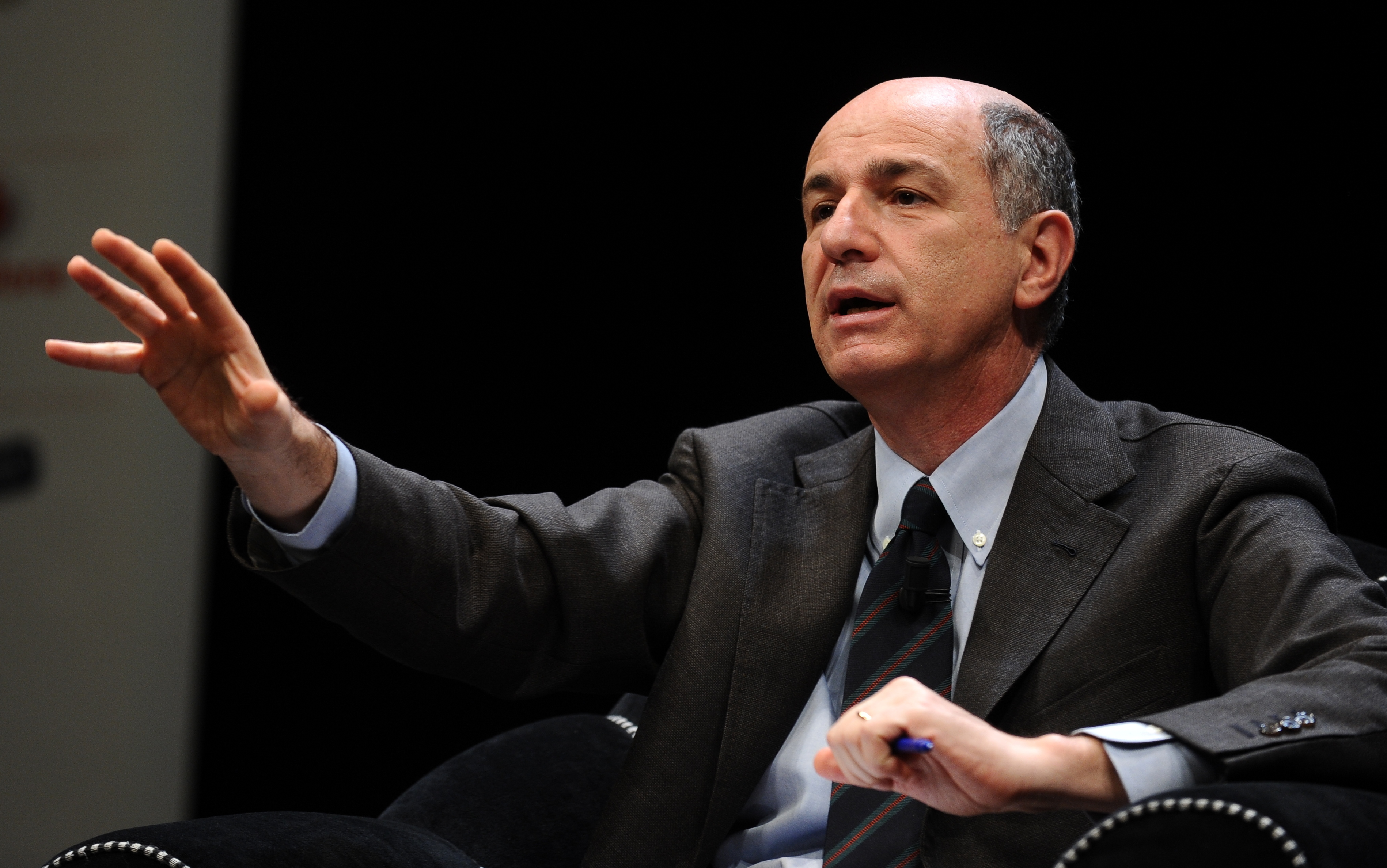
Corrado Passera (2012)

Corrado Passera (* 30. Dezember 1954 in Como, Lombardei) ist ein italienischer Manager und Politiker. In der Regierung Monti leitete er von November 2011 bis April 2013 die Ministerien für  Infrastruktur und Verkehr sowie für Wirtschaft.

## Werdegang
Nach seinem BWL-Abschluss an der Wirtschaftsuniversität Luigi Bocconi in Mailand machte Passera 1980 an der Wharton School der University of Pennsylvania seinen Master of Business Administration und arbeitete dann fünf Jahre bei McKinsey & Company. Anschließend war er bis 1990 bei der CIR Group von Carlo De Benedetti tätig, zuletzt als Generaldirektor. 1991 wurde er Generaldirektor des Verlages Arnoldo Mondadori Editore und dann des Medienunternehmens Gruppo Editoriale L’Espresso. Gleichzeitig war er von 1992 bis 1996 Ko-Vorstandsvorsitzender bei Olivetti, ein Unternehmen, das in dieser Zeit erheblich umgebaut wurde. 1996 übernahm Passera die Leitung des Banco Ambrosiano, das er 1998 mit der Mailänder Sparkasse zur Banca Intesa fusionierte. 1998 wurde er an die Spitze der italienischen Post berufen. In den folgenden vier Jahren sanierte er das Unternehmen, dessen Dienstleistungen auch auf das Bankwesen ausgeweitet wurden. Nach der Restrukturierung, in deren Verlauf rund 20.000 Arbeitsplätze wegfielen, machte die Post 2002 erstmals Gewinne. Passera kehrte als Vorstandsvorsitzender zur Banca Intesa zurück, die er 2006 mit dem Turiner Kreditinstitut Sanpaolo IMI zur zweitgrößten italienischen Bank Intesa Sanpaolo vereinigte. 2008 und 2009 war er an der Neugründung der Fluggesellschaft Alitalia beteiligt.
Am 16. November 2011 wurde Corrado Passera zum Minister in der aus parteilosen Fachleuten bestehenden Regierung von Mario Monti bestellt. Er übernahm die Leitung des Ministeriums für wirtschaftliche Entwicklung (Industrie und Handel) und des Ministeriums für Infrastruktur und Verkehr. In letzterem Ministerium führte ein Vizeminister unter Passeras Aufsicht einen Großteil der Amtsgeschäfte.